# Furcifer oustaleti
Caméléon d'Oustalet, Caméléon géant de Madagascar
Espèce
Synonymes
- Chamaeleo oustaleti Mocquard, 1894

Statut de conservation UICN

 LC  : Préoccupation mineure
Statut CITES
Furcifer oustaleti, le Caméléon d'Oustalet ou Caméléon géant de Madagascar est une espèce de sauriens de la famille des Chamaeleonidae.

## Étymologie
Cette espèce est nommée en l'honneur d'Émile Oustalet.

## Description

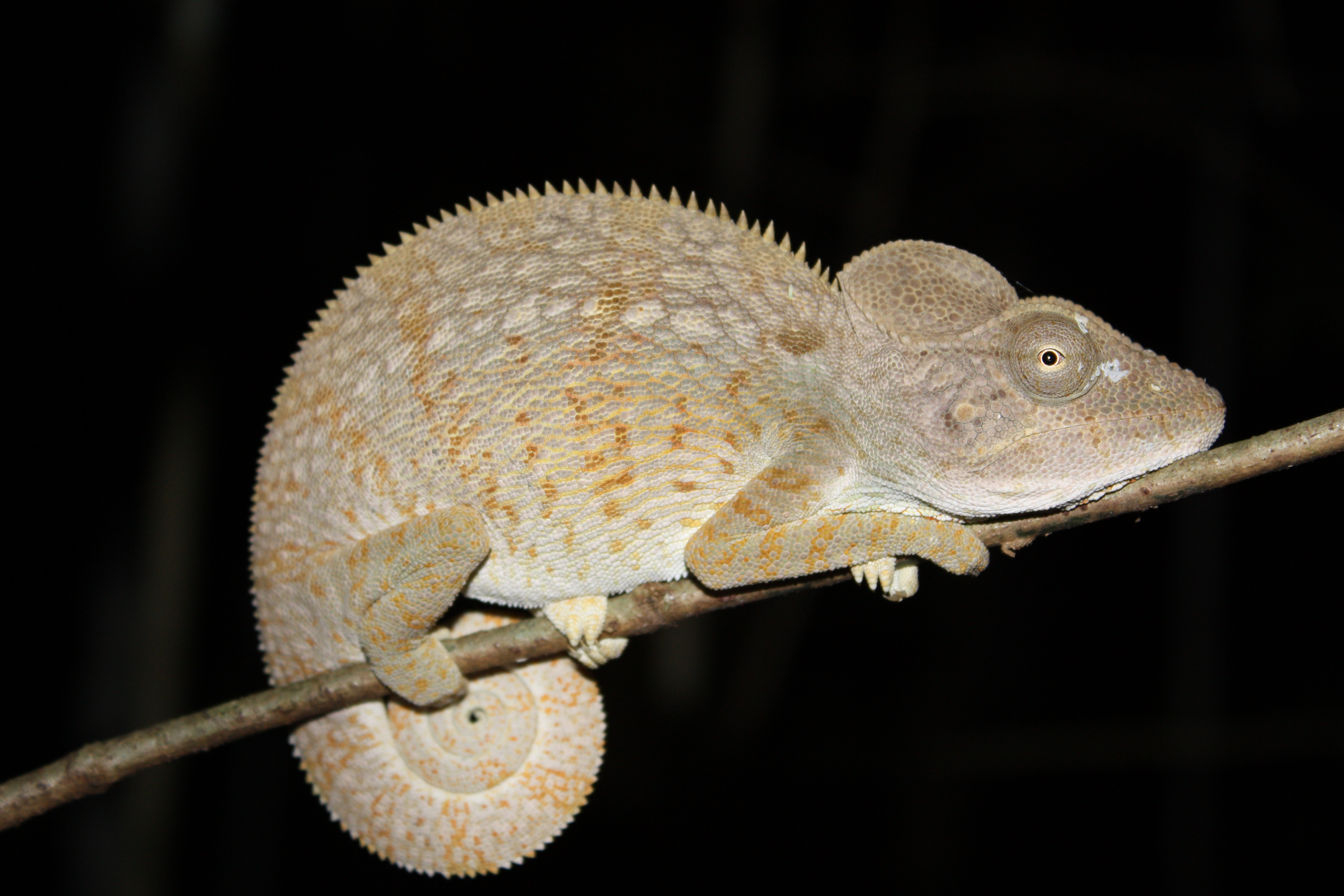
Caméléon d'Oustalet.

## Reproduction

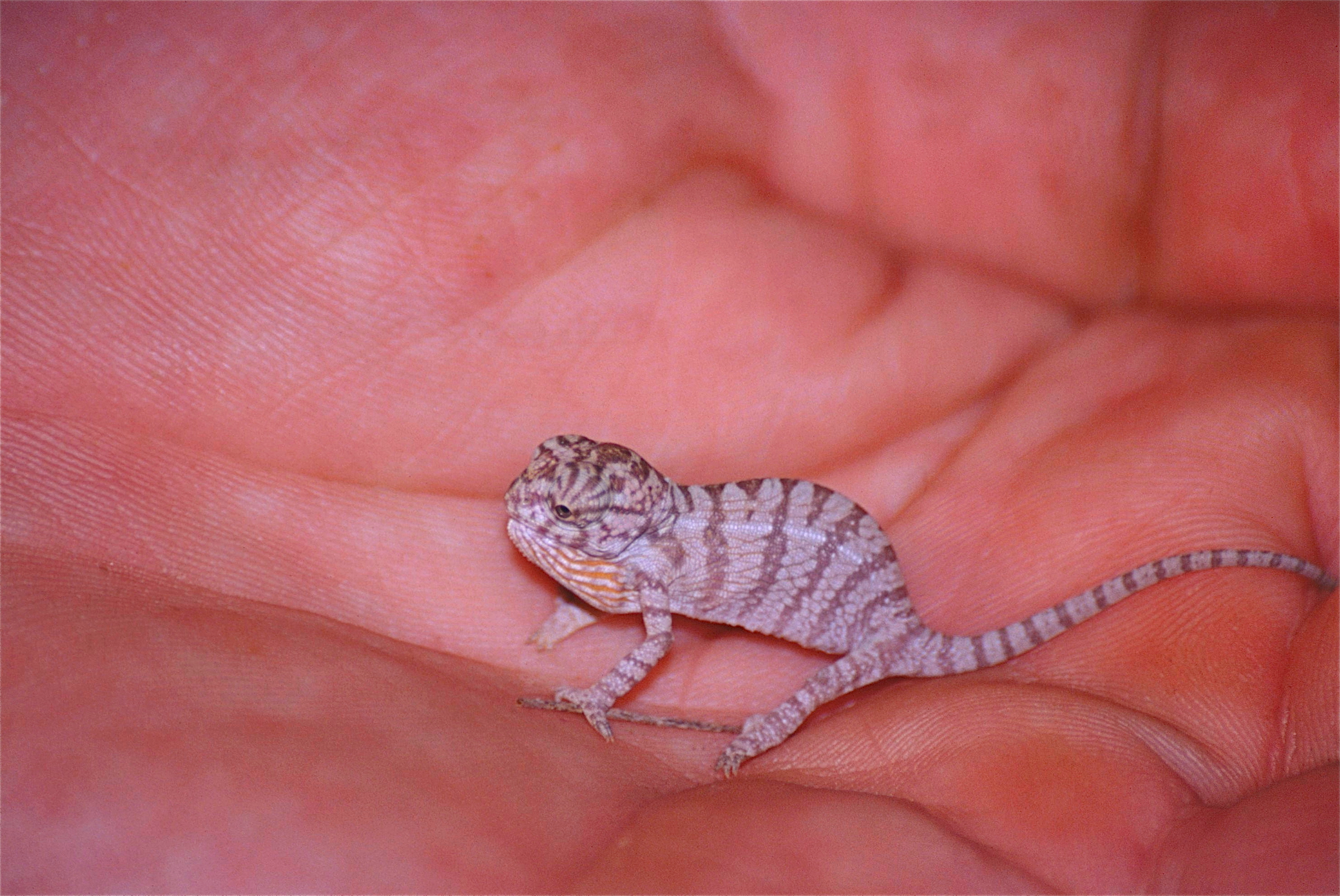
Jeune fraîchement éclos (Kirindy, Madagascar).

## Alimentation

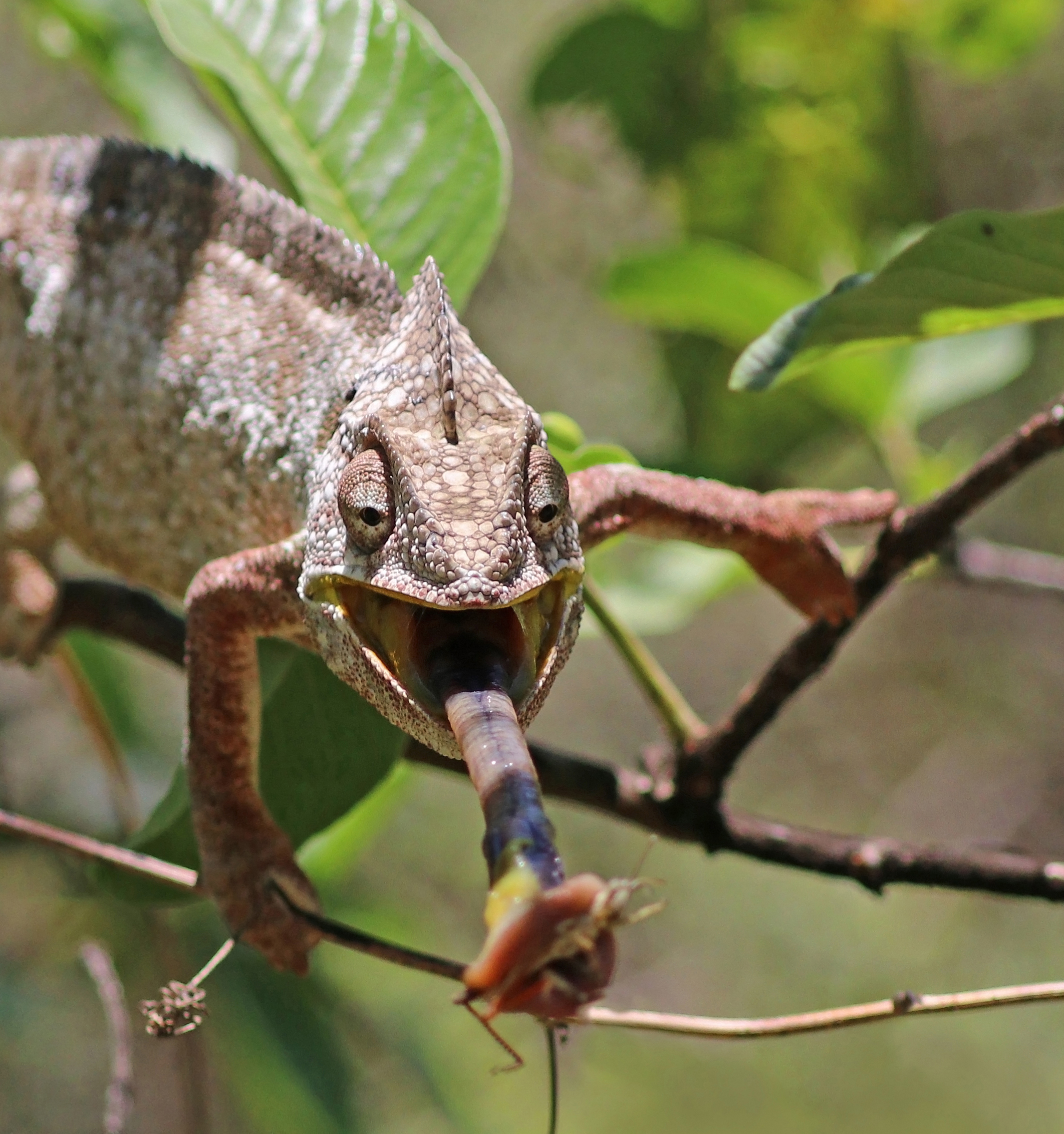
Un caméléon géant de Madagascar mâle en train de se nourrir dans la réserve communautaire d'Anja.

## Répartition
Cette espèce est endémique de Madagascar.

## Publication originale
- Mocquard, 1894 : Reptiles nouveaux ou insuffisamment connus de Madagascar. Compte-Rendu Sommaire des Séances de la Société philomathique de Paris, sér. 8, vol. 6, no 17, p. 1-10 (texte intégral).